# Roy Cameron
Gordon Roy Cameron FRCP FRS (Echuca, Vitória, 30 de junho de 1899 — Finchley, Londres, 7 de outubro de 1966) foi um patologista australiano.